# Oglasa trigona
Oglasa trigona là một loài bướm đêm trong họ Noctuidae.